# Angewandte Physik
Die angewandte Physik steht in (unscharfer) Abgrenzung zur Experimentalphysik, teilweise auch zur theoretischen Physik. Ihr wesentliches Kennzeichen ist, dass sie ein gegebenes physikalisches Phänomen nicht um seiner selbst willen erforscht, sondern vor dem Hintergrund eines technischen oder interdisziplinären Problems. In diesem Sinne wird die angewandte Physik zwischen einer modernen Technologie auf der einen und der reinen Physik auf der anderen Seite angesehen.
Obwohl es an den vielen Universitäten innerhalb der Fachbereiche Physik ein oder mehrere Institute für Angewandte Physik gibt, existieren keine entsprechenden wissenschaftlichen Fachgruppen oder Vereinigungen. Die angewandte Physik ist in diesem Sinne keine physikalische Disziplin, sondern umfasst eine Vielzahl von Disziplinen innerhalb der Physik.
Foren für die angewandte Physik sind wissenschaftliche Journale wie das Journal of Applied Physics und die Applied Physics Letters des American Institute of Physics, das Japanese Journal of Applied Physics oder die Applied Physics A bzw. B. Die dort behandelten Themen bieten einen Überblick über das Themenspektrum.
Aufgeführte technologische Gebiete der angewandten Physik sind Halbleiterelemente, Photonik, Supraleitfähigkeit, magnetische Datenspeicherung, Plasmaphysik, Teilchenbeschleuniger, Nanotechnologie, angewandte Biowissenschaften, Materialwissenschaft und -bearbeitung sowie Laser und Optik.

## Studium
Manche Universitäten und Hochschulen bieten Angewandte Physik als Studienfach an. So kann man beispielsweise an der Johannes Gutenberg-Universität Mainz den Bachelorstudiengang Angewandte Physik mit Schwerpunkt Informatik mit Inhalten aus Physik, Informatik und Ingenieurswissenschaften studieren.